# Zona de Planificación 2 de Ecuador
La Región Centro Andino o Zona de Planificación 2 es una de las 7 regiones autónomas que conforman la República del Ecuador. Se encuentra ubicada al nororiente del país. Su capital administrativa es la ciudad de Tena.
Está conformada por las provincias de Napo, Pichincha (sin el Distrito Metropolitano de Quito) y Orellana. Tiene una población de 577.189 habitantes.
- Datos: Q5694022